# Lovro Janša
Lovro Janša, slovenski slikar, * 30. junij 1749, Breznica pri Žirovnici, † 1. april 1812, Dunaj.
Janša slovi kot pomemben slovenski krajinar. Njegova dela nosijo poznobaročne monumentalne poteze. Bil je brat bolj znanega čebelarja in slikarja Antona Janše. Bli je zaposlen pri cesarici  na Dunaju.